# رسین (میسوری)
رسین (به انگلیسی: Racine) یک منطقهٔ مسکونی در ایالات متحده آمریکا است که در شهرستان نیوتون، میزوری واقع شده‌است. رسین ۲۹۲٫۹۲ متر بالاتر از سطح دریا واقع شده‌است.